# Bible moskevská
Bible moskevská je jedna z českých biblí tzv. 2. redakce z 15. století, která se dnes nachází v Moskevském státním muzeu. Je významná tím, že se jedná o nejmenší známou českou rukopisnou bibli. Jako u ostatních českých biblí 1. redakce, je text od začátku až po žaltář blízký 2. redakci, zde zvláště Bibli litoměřické, od knih mudroslovných se jedná o 2. redakci, velmi blízkou Bibli Bočkově. Podobně i v Novém zákoně se jedná o 2. redakci. Bibli psali celkem dva písaři. Pravopis je diakritický a obsahuje mnoho zkratek, což způsobilo, že tato bible mohla mít tak malé rozměry. 
Je to pravděpodobně tatáž bible, kterou jako „Bibli Hrochovu“ uvádí Josef Dobrovský ve svých dějinách české literatury – jak zmiňuje Vladimír Kyas, který ji datuje do rozmezí let 1430–1460.